# Niklas Borgh
Niklas Borgh, född 1966, är en svensk wushuutövare.

## Biografi
Borgh tävlar i taiji, handform samt talou med vapen. Han har deltagit i och vunnit såväl Svenska mästerskapen (SM) som Europeiska mästerskapen (EM).
Borgh är hemmahörande i klubben KungFu Stockholm.

### Mästerskap
| År   | Mästerskap                      | Resultat            |
| ---- | ------------------------------- | ------------------- |
| 2018 | Stockholm Wushu Talou Open      | Guld, brons         |
| 2018 | Nordic Open Wushu Championships | Silver, brons       |
| 2019 | Nordic Open Wushu Championships | Guld, brons         |
| 2020 | EM                              | Guld, brons         |
| 2022 | Wushu SM                        | Guld, silver        |
| 2023 | Nordic Open Wushu Championships | Guld, brons         |
| 2024 | Nordic Open Wushu Championships | Guld, silver, brons |
| 2024 | Wushu SM                        | Guld, silver        |